# Bulgarischer Fußballpokal 1982/83
Der Bulgarischer Fußballpokal 1982/83 war die 43. Austragung des Pokalwettbewerbs im Fußball in Bulgarien und der erste unter dem neuen Namen. Der Sowjetarmee-Pokal wurde parallel noch neun Jahre weitergeführt, hatte jedoch nur noch sekundären Charakter. Pokalsieger wurde ZSKA Septemwrijsko sname Sofia. Das Team setzte sich im Finale gegen ZSK Spartak Warna durch. Da ZSKA durch den Meistertitel bereits für den Europapokal der Landesmeister qualifiziert war, nahm der unterlegene Finalist am Pokalsiegerwettbewerb teil.

## Modus
Bis zum Viertelfinale wurde der Sieger in Hin- und Rückspiel ermittelt. Bei Torgleichheit entschied zunächst die Anzahl der auswärts erzielten Tore, danach eine Verlängerung und falls erforderlich ein Elfmeterschießen. Das Halbfinale und Finale wurde in einem Spiel entschieden. Bei unentschiedenem Ausgang gab es eine Verlängerung von zweimal 15 Minuten und gegebenenfalls ein Elfmeterschießen.

## Teilnehmer
| A Grupa (16) | B Grupa (36) | B Grupa (36) |
| --- | --- | --- |
| - Belasiza Petritsch - FC Botew Wraza - DFS Chaskowo - Etar Weliko Tarnowo - Lewski-Spartak Sofia - Lokomotive Sofia - DFS Pirin Blagoewgrad - Rosowa Dolina Kasanlak - ZSK Slawia Sofia - DFS Sliwen - DFS Spartak Plewen - ZSK Spartak Warna - AFD Trakia Plowdiw - FC Tschernomorez Burgas - Tscherno More Warna - ZSKA Septemwrijsko sname Sofia | 000Gruppe Nord - SFD Akademik Swischtow - FC Bdin Widin - FK Beloslaw - Dobrudscha Tolbuchin - Dorostol Silistra - FC Dunaw Russe - Jantra Gabrowo - Kaliakra Kawarna - Lok Gorna Orjachowiza - Lokomotive Mesdra - Ludogorez Rasgrad - DFS Osam Lowetsch - Partizanin Tscherwen Brjag - FK Schumen - Septemwrijska Slawa Michailowgrad - Swetkawiza Targowischte - OFK Trjawna - Tschernolomez Popowo | 000Gruppe Süd - Akademik Sofia - Assenowez Assenowgrad - FC Balkan Botewgrad - DFS Beroe Stara Sagora - FK Eledschik Ichtiman - FC Hebar Pasardschik - FC Tschirpan - DFS Lokomotive Plowdiw - DFS Marek Stanke Dimitrow - Minjor Pernik - Neftochimik Burgas - FC Pirin Goze Deltschew - Rilski Sportist Samokow - Rodopa Smoljan - Sagorez Nowa Sagora - FK Sliwnischki Geroj Sliwniza - Slantschew brjag Nessebar - Wichren Sandanski |

## 1. Runde
|                                   | Gesamt    |                               | Hinspiel | Rückspiel |
| --------------------------------- | --------- | ----------------------------- | -------- | --------- |
| Rodopa Smoljan                    | 3:4       | Belasiza Petritsch            | 2:1      | 1:3       |
| FC Balkan Botewgrad               | (a)3:3(a) | Neftochimik Burgas            | 3:1      | 0:2       |
| FC Dunaw Russe                    | 7:5       | FK Eledschik Ichtiman         | 6:2      | 1:3       |
| Dobrudscha Tolbuchin              | 4:7       | DFS Chaskowo                  | 3:1      | 1:6 n. V. |
| Jantra Gabrowo                    | 3:2       | FC Bdin Widin                 | 3:0      | 0:2       |
| Tschernolomez Popowo              | 1:7       | FK Schumen                    | 1:1      | 0:6       |
| Rosowa Dolina Kasanlak            | 4:2       | DFS Pirin Blagoewgrad         | 2:1      | 2:1       |
| DFS Beroe Stara Sagora            | 5:3       | Etar Weliko Tarnowo           | 3:1      | 2:2       |
| FC Botew Wraza                    | 12:40     | Partizanin Tscherwen Brjag    | 9:1      | 3:3       |
| DFS Sliwen                        | 12:10     | Slantschew brjag Nessebar     | 8:0      | 4:1       |
| FC Pirin Goze Deltschew           | 3:2       | Minjor Pernik                 | 2:0      | 1:2       |
| FC Tschirpan                      | 0:5       | Tscherno More Warna           | 0:1      | 0:4       |
| DFS Osam Lowetsch                 | 2:6       | SFD Akademik Swischtow        | 2:0      | 0:6       |
| Lokomotive Mesdra                 | 3:1       | Wichren Sandanski             | 3:1      | 0:0       |
| FC Hebar Pasardschik              | 6:2       | DFS Spartak Plewen            | 4:2      | 2:0       |
| OFK Trjawna                       | 1:3       | Akademik Sofia                | 0:1      | 1:2       |
| Sagorez Nowa Sagora               | 2:4       | Ludogorez Rasgrad             | 1:0      | 1:4       |
| Assenowez Assenowgrad             | 3:1       | FK Sliwnischki Geroj Sliwniza | 2:0      | 1:1       |
| FK Beloslaw                       | 4:5       | Lok Gorna Orjachowiza         | 3:0      | 1:5       |
| Rilski Sportist Samokow           | 6:1       | DFS Marek Stanke Dimitrow     | 3:0      | 3:1       |
| Dorostol Silistra                 | 1:2       | FC Tschernomorez Burgas       | 1:0      | 0:2       |
| Septemwrijska Slawa Michailowgrad | 0:2       | ZSK Spartak Warna             | 0:0      | 0:2       |
| Kaliakra Kawarna                  | 1:2       | Swetkawiza Targowischte       | 1:0      | 0:2       |
| AFD Trakia Plowdiw                | 6:2       | DFS Lokomotive Plowdiw        | 3:1      | 3:1       |

## 2. Runde
|                         | Gesamt          |                         | Hinspiel | Rückspiel |
| ----------------------- | --------------- | ----------------------- | -------- | --------- |
| FC Pirin Goze Deltschew | 1:3             | FC Botew Wraza          | 1:1      | 0:2       |
| Belasiza Petritsch      | 3:4             | Akademik Sofia          | 3:1      | 0:3       |
| DFS Sliwen              | 3:2             | FC Dunaw Russe          | 3:1      | 0:1       |
| Tscherno More Warna     | 4:1             | SFD Akademik Swischtow  | 4:0      | 0:1       |
| Jantra Gabrowo          | 1:5             | Ludogorez Rasgrad       | 1:1      | 0:4       |
| AFD Trakia Plowdiw      | 4:3             | DFS Beroe Stara Sagora  | 2:0      | 2:3       |
| Lokomotive Mesdra       | 2:3             | Neftochimik Burgas      | 2:0      | 0:3       |
| Lok Gorna Orjachowiza   | (a)4:4(a)       | Rilski Sportist Samokow | 3:0      | 1:4       |
| DFS Chaskowo            | 1:3             | FC Hebar Pasardschik    | 1:1      | 0:2       |
| FC Tschernomorez Burgas | 1:3             | ZSK Spartak Warna       | 1:0      | 0:3       |
| Rosowa Dolina Kasanlak  | 3:1             | Swetkawiza Targowischte | 3:0      | 0:1       |
| Assenowez Assenowgrad   | 0:0 (3:2 i. E.) | FK Schumen              | 0:0      | 0:0 n. V. |

## Achtelfinale
In dieser Runde stiegen die vier Klubs ein, die an den europäischen Wettbewerben teilnahmen. (ZSKA Septemwrijsko sname Sofia, Lewski-Spartak Sofia, ZSK Slawia Sofia und Lokomotive Sofia)
|                                | Gesamt          |                      | Hinspiel | Rückspiel |
| ------------------------------ | --------------- | -------------------- | -------- | --------- |
| FC Botew Wraza                 | 4:1             | Akademik Sofia       | 3:1      | 1:0       |
| ZSKA Septemwrijsko sname Sofia | 3:2             | Lokomotive Sofia     | 3:2      | 0:0       |
| Assenowez Assenowgrad          | 1:7             | DFS Sliwen           | 1:5      | 0:2       |
| Tscherno More Warna            | 5:3             | Ludogorez Rasgrad    | 3:1      | 2:2       |
| AFD Trakia Plowdiw             | 2:1             | ZSK Slawia Sofia     | 2:0      | 0:1       |
| Neftochimik Burgas             | 1:3             | Lewski-Spartak Sofia | 1:2      | 0:1       |
| Rosowa Dolina Kasanlak         | 2:4             | ZSK Spartak Warna    | 2:0      | 0:4       |
| Lok Gorna Orjachowiza          | 3:3 (1:4 i. E.) | FC Hebar Pasardschik | 3:0      | 0:3 n. V. |

## Viertelfinale
|                                | Gesamt          |                      | Hinspiel | Rückspiel |
| ------------------------------ | --------------- | -------------------- | -------- | --------- |
| ZSKA Septemwrijsko sname Sofia | 4:2             | FC Botew Wraza       | 4:2      | 0:0       |
| AFD Trakia Plowdiw             | 1:4             | Lewski-Spartak Sofia | 1:1      | 0:3       |
| ZSK Spartak Warna              | 4:3             | FC Hebar Pasardschik | 4:1      | 0:2       |
| Tscherno More Warna            | 2:2 (3:4 i. E.) | DFS Sliwen           | 2:0      | 0:2 n. V. |

## Halbfinale
|                      | Ergebnis |                                |
| -------------------- | -------- | ------------------------------ |
| Lewski-Spartak Sofia | 0:1      | ZSK Spartak Warna              |
| DFS Sliwen           | 1:3      | ZSKA Septemwrijsko sname Sofia |

## Finale
| Paarung                        | ZSKA Septemwrijsko sname Sofia – ZSK Spartak Warna |
| Ergebnis                       | 4:0 (3:0) |
| Datum                          | 3. April 1983 |
| Stadion                        | Stadion Deweti septemwri, Plowdiw |
| Zuschauer                      | 15.000 |
| Schiedsrichter                 | Bogdan Dotschew |
| Tore                           | 1:0 Zwetan Jontschew (18.) 2:0 Zwetan Jontschew (20.) 3:0 Plamen Markow (39.) 4:0 Stojtschko Mladenow (55.) |
| ZSKA Septemwrijsko sname Sofia | Georgi Welinow – Krassimir Besinski, Dinko Dimitrow, Wassil Tintschew, Georgi Iliew – Radoslaw Sdrawkow, Zwetan Jontschew (69. Waleri Kulinow), Plamen Markow (75. Jantscho Bogomilow) – Georgi Slawkow, Spas Dschewisow, Stojtschko Mladenow Cheftrainer: Manol Manolow |
| ZSK Spartak Warna              | Krassimir Zafirow – Entscho Nedew, Krassen Krastew, Wladimir Nikoltschew, Sacho Borissow – Krassimir Wenkow, Stefan Stefanow (46. Plamen Kasakow), Borislaw Gjorew – Iwan Petrow (71. Georgi Aleksijew), Schiwko Gospodinow, Stefan Najdenow Cheftrainer: Iwan Wuzow     |